# Thyrnau
Thyrnau – miejscowość i gmina w Niemczech, w kraju związkowym Bawaria, w rejencji Dolna Bawaria, w regionie Donau-Wald, w powiecie Pasawa. Leży około 8 km na północny wschód od Pasawy.

## Dzielnice
W skład gminy wchodzą trzy dzielnice: Thyrnau, Donauwetzdorf i Kellberg.

## Demografia
| Rok  | Liczba mieszk. |
| ---- | -------------- |
| 1970 | 3 187          |
| 1987 | 3 534          |
| 2000 | 4 038          |

## Polityka
Wójtem od 2002 jest Eduard Moser (CSU), jego poprzednikiem był Leonhard Anetseder.

## Oświata
(na 1999)

W gminie znajduje się 125 miejsc przedszkolnych (115 dzieci) oraz 2 szkoły podstawowe (18 nauczycieli, 314 uczniów).